# Сендін (Міранда-ду-Дору)
Сендін (порт. Sendim; МФА: [sẽ.ˈdĩ]) — парафія в Португалії, у муніципалітеті Міранда-ду-Дору. Розташована в північно-східній частині країни, на теренах історичної португальської провінції Трансмонтана. Входить до складу округу Браганса. За адміністративним поділом, чинним до 1976 року, терени парафії були складовою провінції Трансмонтана і Верхнє Дору. Належить до Брагансько-Мірандської діоцезії Католицької церкви. Патрон — святий Петро. Площа — 38,5050 км². Населення — 1366 ос. (2011). Слабо урбанізований регіон. Густота населення — 35,48 осіб/км²
. Код — 040614.

## Населення
| Кількість мешканців | Кількість мешканців | Кількість мешканців | Кількість мешканців | Кількість мешканців | Кількість мешканців | Кількість мешканців | Кількість мешканців | Кількість мешканців | Кількість мешканців | Кількість мешканців | Кількість мешканців | Кількість мешканців | Кількість мешканців | Кількість мешканців |
| ------------------- | ------------------- | ------------------- | ------------------- | ------------------- | ------------------- | ------------------- | ------------------- | ------------------- | ------------------- | ------------------- | ------------------- | ------------------- | ------------------- | ------------------- |
| 1864                | 1878                | 1890                | 1900                | 1911                | 1920                | 1930                | 1940                | 1950                | 1960                | 1970                | 1981                | 1991                | 2001                | 2011                |
| 1 176               | 1 374               | 1 273               | 1 496               | 1 524               | 1 524               | 1 556               | 1 767               | 1 827               | 1 983               | 1 550               | 1 669               | 1 393               | 1 432               | 1 366               |